# 鳞斑莱奇蛛
鳞斑莱奇蛛（学名：Lechia squamata）为跳蛛科莱奇蛛属的动物。分布于越南以及中国大陆的海南等地。该物种的模式产地在越南。